# Марцинюк Іван Віталійович
Іван Віталійович Марцинюк (11 вересня 1910, містечко Хабне Радомисльського повіту Київської губернії, тепер ліквідоване смт. Поліське Київської області — 20 березня 1982, місто Москва, Російська Федерація) — радянський діяч, заступник голови Ради міністрів Узбецької РСР. Депутат Верховної ради Узбецької РСР 4—9-го скликань.

## Життєпис
Освіта вища.
З 1933 року — інженер на будівництві каналу «Москва-Волга».
З березня 1934 року служив у Червоній армії.
Після демобілізації — головний інженер будівництва гідротехнічних споруд у місті Горькому.
Член ВКП(б) з 1942 року.
З 1942 по серпень 1945 року — у Червоній армії, учасник німецько-радянської війни. Служив полковим інженером 345-го стрілецького полку 27-ї стрілецької дивізії 26-ї армії Карельського фронту. На 1945 рік — начальник штабу 38-го окремого саперного батальйону 126-го легкого гірськострілецького корпусу 38-ї армії 4-го Українського фронту.
У 1945—1956 роках — начальник 1-го тресту «Донбасважбуду» в місті Ворошиловграді (Луганську); начальник будівельного тресту в місті Краматорську Сталінської (Донецької) області; головний інженер «Металургхімбуду» Казахської РСР.
У травні 1956 — листопаді 1961 року — начальник «Головкольорметбуду» — заступник міністра будівництва підприємств металургійної та хімічної промисловості Казахської РСР; головний інженер «Головташкентбуду»; 1-й заступник міністра будівництва Узбецької РСР.
17 листопада 1961 — 24 лютого 1962 року — голова Державного комітету Ради міністрів Узбецької РСР у справах будівництва та архітектури. 
24 лютого 1962 — 9 грудня 1976 року — заступник голови Ради міністрів Узбецької РСР. Одночасно, з 1965 по 1968 рік — начальник «Головташкентбуду».
Потім — на пенсії в Москві.

## Звання
- капітан
- майор

## Нагороди
- орден Леніна (11.08.1966)
- орден Вітчизняної війни ІІ ст. (15.06.1945)
- чотири ордени Трудового Червоного Прапора (1958, 1963, 25.08.1971, 1976)
- орден Червоної Зірки (4.08.1943)
- медаль «За перемогу над Німеччиною у Великій Вітчизняній війні 1941—1945 рр.»
- медалі